# MVP 베이스볼 온라인
《MVP 베이스볼 온라인》은 스피어헤드 (전 EA 서울 스튜디오)가 제작하여 2012년 10월 16일 게임트리에서 오픈 베타 서비스가 시작된 대한민국의 온라인 야구 게임이다. 실적 악화로 2016년 2월 18일에 서비스 종료를 했다.

## 수록 내용

### 해설
캐스터 김동연, 해설 이병훈

### 게임 설명
MVP 베이스볼 온라인은 MVP 베이스볼 2005의 후속작이다.
게임 내에는 상점, 선수강화, 선수성장, 이적시장 등이 있으며,다른 온라인 유저와 대전할 수 있는 정규경기, 랭킹전, 그리고 A.I와 대전할 수 있는 A.I.토너먼트, A.I.리그경기 등이 있다.
또 선수카드에는 코스트라는 것이 있는데, 이것은 선수의 능력치를 뜻한다. 높을 수록 좋으며, 코스트는 1부터 10까지 있다. 1코스트부터 8코스트는 '일반 카드'라고 부르고, 9코스트와 10코스트는 '골드 카드'라고 부른다.

### 타격 설명
키보드에 있는 숫자 1번을 누르면 주황색 원으로 이루어진 기본스윙을 하게 된다. 숫자 2번을 누르면 비교적 공을 맞추기 쉬운 하늘색 원으로 이루어진 컨택스윙을 하게 된다. 그리고 숫자 3번을 누르면 공의 위치를 예측하고 지점을 선택하여 스윙하는 빨간색 원으로 이루어진 파워스윙을 하게 된다. 그러나 파워스윙은 투수가 던지기 전에 예측해야 하므로 실패할 확률이 높다.

### 투구 설명
MVP 베이스볼 온라인의 투구는 먼저 투수의 구질을 선택하고 공을 던질 위치를 정하고, 타이밍을 맞춘다. 구질의 위치를 선택한 이후 마우스 왼쪽 버튼을 조금만 누를 수록 구속이 느려진다. 그리고 타이밍을 맞출 때에는 Bad, Good, Perfect가 있다.

### 주루/수비 설명
주루 또는 수비를 할 때에는 마우스 또는 키보드를 사용한다. 키보드 사용 시에는 q버튼이 수비 시 중계, 주루 시 전체 진루이고, e버튼이 수비 시 송구 커트, 주루 시 전체 귀루이다. 그리고 d,w,a,s버튼은 각각 1루, 2루, 3루, 홈, 송구 또는 주루이다. 송구 시 게이지가 빨간색을 넘기면 악송구가 나올 확률이 높아진다.

## 구질
MVP 베이스볼 온라인에는 실제로 지정되지 않은 구질이 들어가 있고, 이 특이구종들은 골드 카드 투수에게만 있다.

### 구질 종류 (일반)
- 패스트볼
- 슬라이더
- 커브
- 체인지업
- 포크볼
- 투심
- 싱커
- 스플릿 핑거
- 스크류볼
- 너클볼
- 커터

### 구질 종류 (특이구종)
다음은 MVP 베이스볼 온라인에만 나오는 특이 구종이다.
- 종슬라이더
- 종투심
- 고속슬라이더
- 고속싱커
- 슬로커브
- 파워커브
- 서클체인지업
- 너클커브

## 팀 목록
- 두산 베어스
- 삼성 라이온즈
- SK 와이번스
- 롯데 자이언츠
- 기아 타이거즈
- LG 트윈스
- 넥센 히어로즈
- 한화 이글스
- NC 다이노스